# Niwki (powiat opolski)
Niwki (dodatkowa nazwa w j. niem. Tempelhof) – wieś w Polsce, położona w województwie opolskim, w powiecie opolskim, w gminie Chrząstowice.

## Historia
Miejscowość powstała w latach 1770–1780, a jej nazwa nawiązuje do starej nazwy terenowej, którą jest wyraz „niwa”, „niwka” w znaczeniu „ziemia uprawna”, „pole”. Niemiecka nazwa Niwek pochodzi od niemieckiego urzędnika Templera.
Do głosowania podczas plebiscytu uprawnione były w Niwkach 103 osoby, z czego 96, ok. 93,2%, stanowili mieszkańcy (w tym 96, ok. 93,2% całości, mieszkańcy urodzeni w miejscowości). Oddano 103 głosy (100% uprawnionych), w tym 103 (100%) ważnych; za Niemcami głosowało 8 osób, a za Polską 95 osób. 9 grudnia 1947 r. nadano miejscowości polską nazwę Niwki.

## Demografia
| Rok                | 1933 | 1939 | 2009 |
| Liczba mieszkańców | 187  | 200  | 179  |

(Źródła:.)

## Ludzie związani z Niwkami
- Halupczok Joachim (ur. 3 czerwca 1968 r. w Niwkach, zm. 5 lutego 1994 r. w Opolu) – polski kolarz szosowy, mistrz świata amatorów i drużynowy wicemistrz olimpijski z Seulu z 1988 r.